# Erik Kugelberg
Erik Kugelberg (Erik Gustaf Kugelberg; * 9. März 1891 in Bålnäs, Boxholm; † 15. Oktober 1975 in Linköping) war ein schwedischer Leichtathlet.
1911 wurde er nationaler Meister im Zehnkampf. Bei den Olympischen Spielen 1912 in Stockholm wurde er in derselben Disziplin Achter und belegte im Fünfkampf den 15. Platz.